# Sèrifos
Sèrifos (grec: Σέριφος) és una illa grega que pertany al grup de les Cíclades; està situada entre Citnos i Sifnos. Es tracta d'una illa petita, d'uns 360 km de longitud, 70 km de costa i uns 74 km², i una població de poc més de 300 habitants. La capital, anomenada simplement Sèrifos o bé Khora (grec: Χώρα, 'vila'), està situada a l'interior, al nord del port, anomenat Livadi (grec: Λιβάδι, 'port'), que es troba al sud-est de l'illa i és d'on surten els diferents ferris cap a la resta d'illes de l'arxipèlag.

## Geografia
Les comunitats de l'illa són:
- Galani
- Kal·litsos
- Koutalas
- Livadi
- Megalo Khorió
- Megalo Livadi
- Panàgia
- Khora

## Història

### Mitologia
Segons la mitologia grega, Sèrifos va ser l'illa on va arribar Perseu, engendrat per Zeus, en una arca de fusta juntament amb la seva mare, Dànae, després que el rei Acrisi els aboqués al mar, perquè un oracle havia predit que el seu net el mataria. Dictis, germà de Polidectes, el tirà de l'illa, els va trobar i els va salvar. Quan Perseu no hi era, Polidectes va voler forçar Dànae, que es va refugiar amb Dictis prop dels altars. Perseu va tornar, i va convertir Polidectes en pedra amb l'ajuda del cap de Medusa.

### Antiguitat
A l'antiguitat, l'illa era poblada per jonis, que es deia que havien arribat provinents d'Atenes. L'illa constituïa una polis, el centre urbà de la qual era situat sota l'actual Khora. Durant les guerres mèdiques, va ser de les poques illes de les Cíclades que va refusar sotmetre's a Xerxes l'any 480 aC, segons diu Heròdot, i posteriorment va ingressar a la Lliga de Delos. Els romans la van utilitzar com a lloc de desterrament, explica Tàcit.
Va ser una illa poc important, i els autors en parlaven amb cert menyspreu, perquè era petita i pobra. Els autors antics no fan referència a les mines de ferro i coure que existien a l'illa, tot i que hi ha proves que van ser explotades a l'antiguitat, i se suposa que van donar certa riquesa a la població. En canvi, sí que parlen de les granotes de Sèrifos, que es diferenciaven de les altres perquè eren mudes.

### La vaga de 1916
L'any 1916 els miners de l'illa van entrar en vaga i l'estat grec a petició del propietari (la família alemanya Groman) va enviar a la guàrdia nacional. Els soldats van disparar als miners i en van matar quatre, però la resta i les seves dones els van atacar i els van matar a tots i van proclamar la República soviètica. Unes setmanes després forces militars gregues van recuperar el control, però els miners van obtenir millors condicions i la jornada de vuit hores.